# Aleksandr Turgenev
Aleksandr Ivanovitj Turgenev (annan transkription Turgenjev, ryska: Александр Иванович Тургенев), född 7 april (gamla stilen: 27 mars) 1784 i Simbirsk, död 15 december (gamla stilen: 3 december) 1846 i Moskva, var en rysk historiker.
Turgenev studerade i Moskva och Göttingen, tjänstgjorde i ryska justitieministeriet, blev direktör i departementet för utländska trosbekännelsers andliga angelägenheter och statssekreterarens adjunkt i statsrådet samt avancerade till ”verkligt statsråd”. 
Efter att 1824 ha tagit avsked ur statens tjänst tillbragte Turgenev sitt återstående liv i utlandet (Storbritannien, Frankrike, Tyskland, Italien och Danmark), sysselsatt med historisk forskning och arkivstudier. Frukten av hans arbete var Historiæ Russiæ monumenta ex antiquis exterarum gentium archivis et bibliothecis deprompta (två band, 1841-42; supplement 1848). 
Turgenev tillhörde, liksom sin yngre broder, Nikolaj Turgenev, Reformpartiet under Alexander I (”Välfärdsförbundet” och den vittra klubben ”Arzamas”). Hans brev till denne utkom i Leipzig 1871.